# Тригоноцефалія
Тригоноцефалія — вроджена патологія черепа, стан передчасного зрощення метопічного шва (від грецького metopon, «лоб»), що веде до утворення трикутного чола. Злиття двох лобових кісток призводить до поперечного обмеження росту та розширеного паралельного росту. Він може виникати синдромно разом з іншими відхиленнями або ізольовано. Термін походить від грецького trigonon, «трикутник» і kephale, «голова».

## Причина

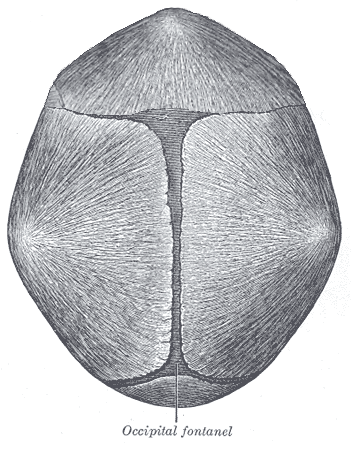
Злитий шов при тригоноцефалії

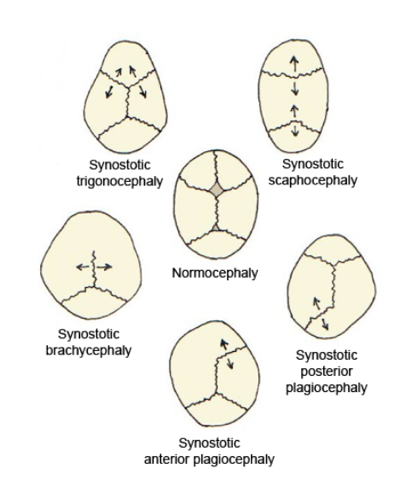
Тригоноцефалія як різновид краніосиностозу

Тригоноцефалія може бути пов'язаною з такими синдромами: синдром Опіца, синдром Муенке, синдром Якобсена, синдром Балера — Герольда та синдром Сей-Меєра. Етіологія тригоноцефалії в основному невідома, хоча існує три основні теорії. Тригоноцефалія, ймовірно, є багатофакторним вродженим станом, але через обмежену кількість доказів цих теорій цей висновок не можна зробити з упевненістю..

### Аномалія кістки
Перша теорія припускає, що причиною патологічного синостоза є порушення кісткоутворення на ранніх термінах вагітності.. Причини можуть бути або генетичними (9p22–24, 11q23, 22q11, мутація FGFR1), метаболічними (вживання ТТГ при гіпотиреозі) або фармацевтичними (вживання вальпроату при епілепсії).

### Стримування голови плода
Друга теорія говорить, що синостоз починається тоді, коли головка плода виявляється заблокованою в вихідному отворі таза під час пологів.

### Вада розвитку мозку
Третя теорія стверджує, що порушене формування мозку двох лобових часток є основною причиною синостоза. Обмежений ріст лобових часток призводить до відсутності стимулів для росту черепа, що спричиняє передчасне зрощення метопічного шва.

## Діагностика
Діагностика може характеризуватися типовими деформаціями обличчя та черепа.
Обсерваторними ознаками тригоноцефалії є:
- трикутний лоб при огляді зверху, що веде до меншої передньої черепної ямки
- видимий і відчутний серединний гребінь
- гіпотелоризм, що викликає решітчасту гіпоплазмію

Методи візуалізації(3D-КТ, рентгенографія, МРТ) показують:
- епікантові складки в окремих випадках;
- у важких випадках краплеподібні орбіти, нахилені до середньої лінії чола (знак «здивованого єнота»);
- контрастна різниця між рентгенографом нормального та тригоноцефалічного черепа
- переднє викривлення метопічного шва, видно з поперечного відділу черепа на рентгенографі
- нормальний черепний індекс (максимальна ширина черепа / максимальна довжина черепа), однак існує бітемпоральне вкорочення та біпаріетальне розширення

Невропсихологічний розвиток дитини не завжди страждає від аномалії. Відсталість у розвитку помітна лише у невеликого відсотка дітей із тригоноцефалією або іншими шовними синостозами.

## Лікування
Лікування лише хірургічне з урахуванням форми та ступеня аномалії. Хірургічне втручання зазвичай проводиться до досягнення однорічного віку.

### Фронто-супраорбітальне просування та реконструкція
Один з видів хірургічного втручання — це так зване лобно-надочноямкове просування та реконструкція. Спершу, надочноямкова перемичка реконструюється за допомогою зашитого перелому грінстіка для її випрямлення. Далі надочноямкова планка переміщається на 2 см вперед і фіксується лише до лобового відростка виличної кістки без фіксації до черепної коробки. Нарешті, лобова кістка розділяється на дві частини, повертається і прикріплюється до надочноямкової планки, утворюючи оголену область між тім'яною та лобовою кістками. Кістка згодом регенерує, оскільки тверда мозкова оболона, яка має остеогенні властивості, знаходиться під нею. Це призводить до просування і випрямлення чола.

### Техніка плаваючого чола
Так звана «техніка плаваючого чола» в поєднанні з реконструкцією надочноямкової планки походить від фронто-супраорбітального просування та реконструкції. Суперорбітальну планку переробляють, як описано вище. Лобову кістку розділяють на дві частини. Але замість того, щоб використовувати обидві деталі, як при фронто-супраорбітальному просуванні та реконструкції, лише одна деталь обертається і прикріплюється до супраорбітальної планки. Ця методика також дозволяє уникнути трепанації черепа.